# Spinatimonomma gracilifulvum
Spinatimonomma gracilifulvum es una especie de coleóptero de la familia Monommatidae.

## Distribución geográfica
Habita en Birmania.